# Propulsor azimutal

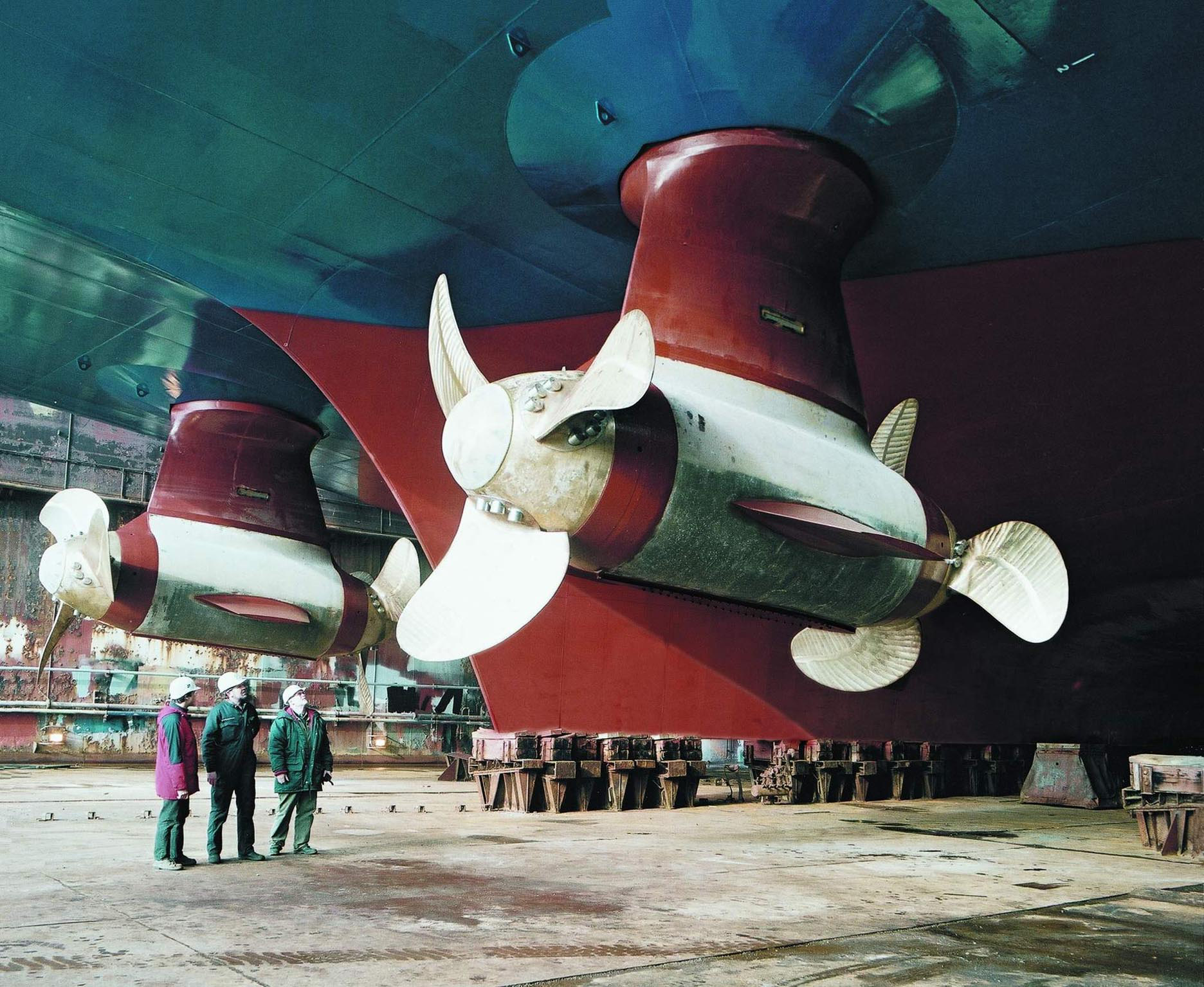
Impulsores azimutales de doble hélice Siemens Schottel

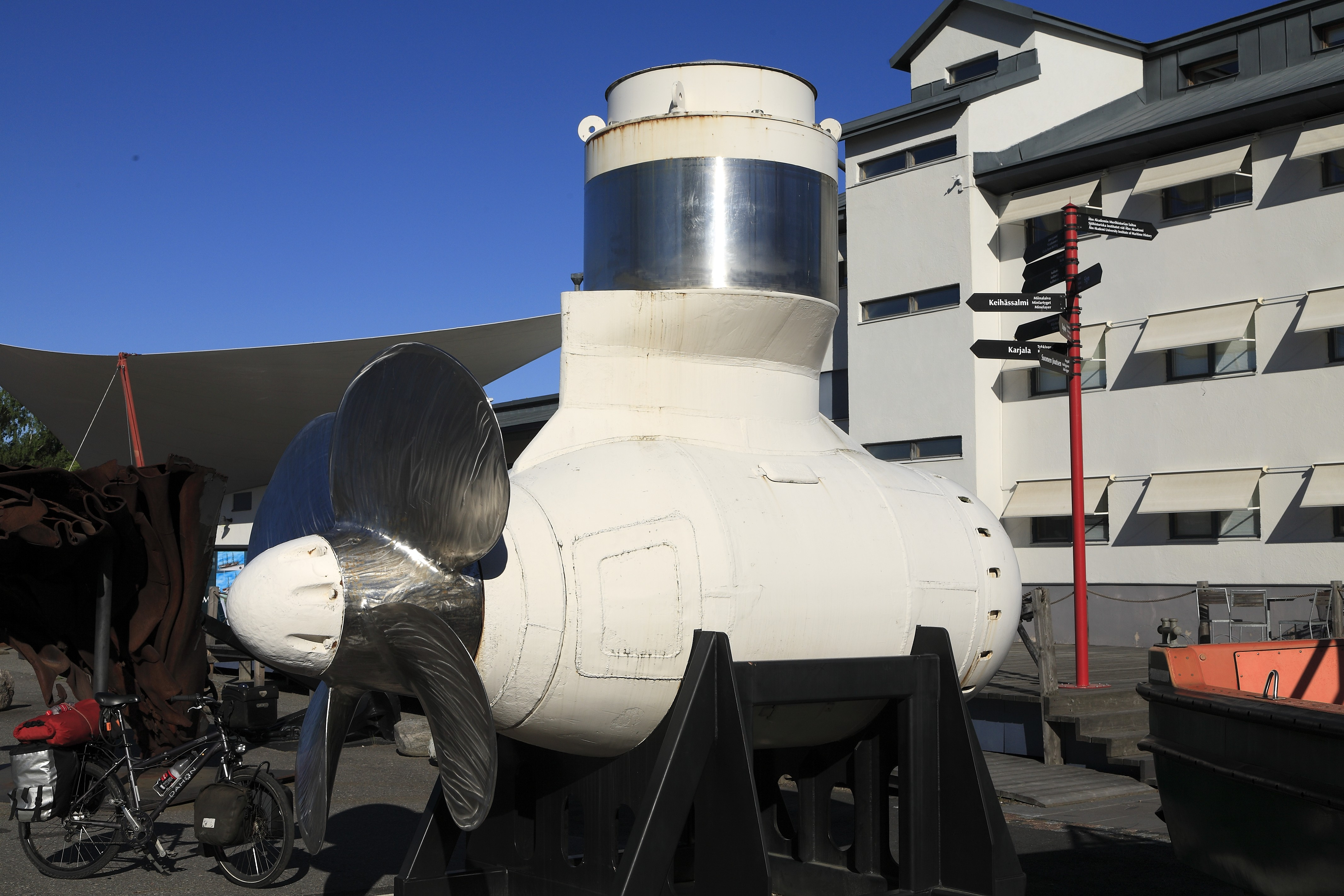
Propulsor azimutal de góndola.

En náutica, el propulsor azimutal es un dispositivo de doble función que consiste en una hélice que puede orientar su impulso girando alrededor de un eje vertical. Este giro es completo (360°) lo que mejora significativamente la maniobrabilidad haciendo incluso innecesario el timón. Parte de los mecanismos necesarios para el funcionamiento están encerrados en la sala de máquinas. Es similar a la lanchas fueraborda, pero con mayor posibilidad de giro y mayor tamaño.
Estos propulsores pueden girar sin necesidad de una línea de ejes rígida, sino con un motor eléctrico acoplado perpendicularmente al propulsor en un contenedor (pod), que es alimentado por un alternador situado en la cámara de máquinas. Remolcadores, buques offshore, buques de crucero, ferries y algunos otros tipos de buques, y especialmente los que tienen que maniobrar mucho, son los que más incorporan en la actualidad ese tipo de propulsión.
Hay dos tipos de aplicación, los remolcadores por un lado y los buques offshore (sísmicos, de suministro a plataformas, stand-by,...).
En los remolcadores de tipo ASD (Azimuth Stern Drive), el uso del propulsor azimutal se hace al acoplar un motor diésel mediante una línea de ejes con dos ejes cardan, uno en cada extremo estando el propulsor y el motor están a distinta altura.
En remolcadores de tipo tracor, al estar el motor y el propulsor e la misma altura, estos se acoplan mediante un eje directamente sin necesidad de ejes cardan.

## Tipos

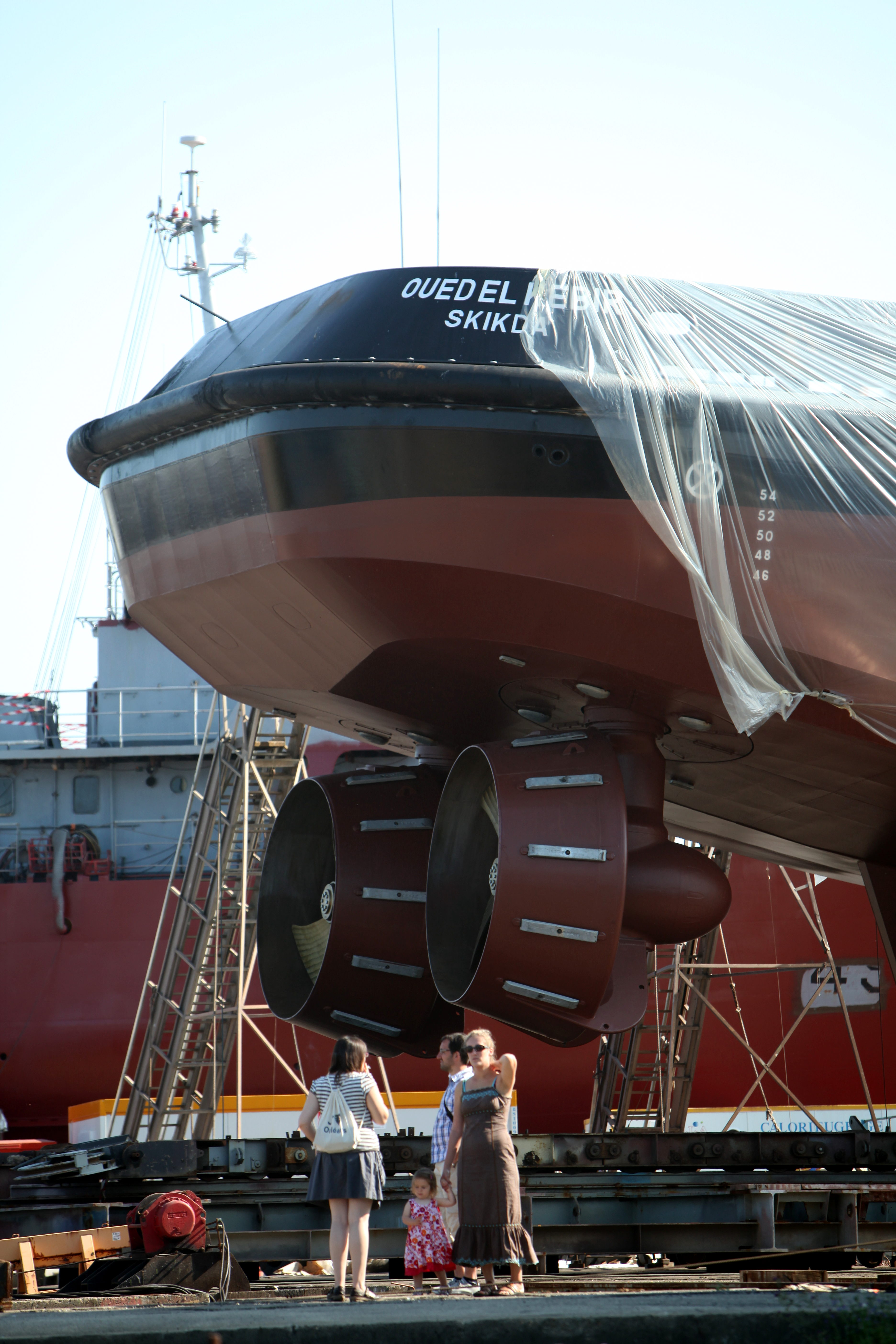
Propulsores azimutales del remolcador Oued el Kebir. Unas toberas Kort recubren las hélices.

Existen dos variantes principales, basados en el tipo de transmisión lo que condiciona la localización del motor:
1. Transmisión mecánica, donde un motor en el interior del barco está conectado a la unidad por engranajes. El motor puede ser diésel o eléctrico. Según la configuración mecánica de la transmisión se dividen en L-drive y Z-drive. Una hélice de L-drive tiene un eje de accionamiento vertical y un eje de salida horizontal unidos por un juego de engranajes en ángulo recto. Un propulsor Z-drive tiene un eje horizontal de entrada, un eje vertical en la columna giratoria y un eje de salida horizontal con dos juegos de engranajes en ángulo recto uniendo los ejes.
2. Transmisión eléctrica, donde un motor eléctrico está en la misma góndola, conectado directamente a la hélice sin engranajes. La electricidad la produce un motor a bordo, generalmente diésel o turbina de gas. Inventado en 1955 por el Sr. FW Pleuger y el Sr. F. Busmann (Pleuger Unterwasserpumpen GmbH).Pero fue ABB con su Azipod el primer producto con esta tecnología.

Los mecánicos de los propulsores azimutales se puede fijar instalado, retráctil y montaje bajo el agua. Es posible que tengan hélices de paso fijo (FPP) o hélices de paso variable (CPP). Los propulsores fijos se utilizan para remolcadores, transbordadores y barcos de abastecimiento. Los propulsores retráctiles se utilizan como propulsión auxiliar para posicionamiento dinámico (DP) de buques y de propulsión para buques militares. Propulsores Underwater Montable se utilizan como sistema de propulsión de posicionamiento dinámico para los buques de gran tamaño, tales como plataformas de perforación semi-sumergibles.

## Historia
En la década de 1950 varios fabricantes de hélices intentaron soluciones que proporcionan una mejor maniobrabilidad y fácil giros sobre el eje. La primera propulsión azimutal fue concebida en 1955 por F.W Pleuger y Busmann Friedrich (empresa Pleuger Unterwasserpumpen GmbH, Hamburgo - hoy Flowserve Hamburg GmbH) como el desarrollo de un timón activo. Se patentó (patente 2.714.866 de la Oficina de Patentes de Estados Unidos en agosto de 1955), sin embargo, estaba demasiado adelantado a su tiempo y no se llegó a construir. Las empresas pioneras en el desarrollo de las propulsión azimutal fueron la alemana Schottel y la finlandesa Wärtsilä en navegación comercial y Volvo Penta en la navegación de recreo. El propulsor azimutal utilizando la transmisión Z-drive fue inventado en 1950 por Joseph Becker fundador de Schottel en Alemania. Las primeras aplicaciones se produjo en la década de 1960 bajo el nombre de la marca Schottel y se refiere como Propulsor Azimutal desde entonces. En 2004, Joseph Becker, recibió a título póstumo, el Premio Elmer A. Sperry por esta invención como una importante contribución a la mejora del transporte en todo el mundo. Pero por la misma época que Becker trabajaba en su invento, los astilleros Hollming Oy en Rauma, Finlandia, fabricaron un dispositivo que llamó Aqua Master. La empresa noruega Ulstein As también estaba trabajando en esta cuestión. Entonces Hollming vendió su negocio de construcción naval, vendió los derechos de Aquamaster a Ulstein As, que a su vez se fusionó con la británica Rolls-Royce plc.
Más tarde, la filial de ABB, también con sede en Finlandia, desarrolló la hélice Azipod, con el motor situado en la misma góndola. Este es el tipo de propulsión se patentó por primera vez en 1955 por Pleuger de Alemania.
En todo el mundo hay alrededor de seis fabricantes de renombre. Estos incluyen a la sueco-suiza ABB con el Azipod ®, a la británica Rolls-Royce plc y su góndolas Mermaid® o el conglomerado alemán Siemens en cooperación con Spay sito en el astillero Koblenz Schottel, desde 1997, SSP ( Propulsores Siemens Schottel) para desarrollar, producir y comercializar (esta unidad tiene una capacidad de hasta 20 megavatios, poniéndolo en la clase de rendimiento superior). Volvo Penta llama a sus sistema Azipod IPS y Brunswick/Mercury lo llamó Cobra.
Como se ha descrito anteriormente, dio los fabricantes de motores y astilleros su sistema de hélice góndolas nombre propio, a menudo con marcas y los derechos de patente.

## Pros y contras
En comparación con las instalaciones convencionales de eje propulsor el tipo góndola posee varias ventajas:
- En combinación con un accionamiento diésel-eléctrico se pueden maniobrar el buque más fácilmente.
- En combinación con propulsores de proa, hacen innecesaria la asistencia de remolcadores en maniobras de puerto.
- Generalmente se usan toberas alrededor del propulsor para una mayor eficiencia en la deriva.
- Especialmente a velocidades bajas permiten realizar círculos de giro más pequeños. Incluso realizando la ciaboga sobre el eje del barco.
- La integración en el barco es generalmente sencilla porque todos los componentes de la unidad son provistos por un fabricante y en el astillero solo deben ser instalados. En los sistemas convencionales, los fabricantes suelen ser diferentes para cada componente.
- Los tiempos de parada y los caminos son muy cortas porque las góndolas no son más que girar y no los motores tienen que ser invertidos.

Las góndolas de hélice tiene, sin embargo, algunos inconvenientes:
- La eficiencia del diseño es generalmente peor que para una planta convencional de hélice de eje motor con engranaje.
- La masa es mucho mayor que con los sistemas convencionales.
- El coste también es mucho mayor que para una planta convencional.
- El diámetro máximo de la hélice disponible y la potencia total son menores que los conseguibles con accionamientos convencionales.

## Usuarios
Dos de los cruceros más conocidos y más grande con sistema de propulsión pod, el  Queen Mary 2 (puesto en servicio en 2004) y el  Freedom of the Seas (puesto en servicio en 2006).
Fundada en 2005, comisionado en alemán hielo margen buque de investigación Maria S. Merian tiene dos unidades de vaina, que permiten un posicionamiento dinámico muy bueno en el trabajo científico.
La propulsión azimutal también se utiliza para romper el hielo. Esto muestra que la hélice hacia el hielo, y la marcha atrás se detiene el flujo de agua pedazos de hielo. Aquí viene la hélice cerca de la barrera de hielo y picado el hielo. Un ejemplo es el Mastera, un petrolero con alta certificado para hielo.
Incluso en grandes buques de guerra, es el sistema utilizado en barcos tales como el  Juan Carlos I (L-61) de la Armada Española, lanchas de desembarco o portahelicópteros como los buques de la clase Mistral.
En el 2014 la Para-estatal PEMEX encargo la construcción de 7 remolcadores azimutales, con el fin de llevar a cabo la renovación de su flota menor; de los cuales se concedió la construcción de 4 remolcadores con propulsión azimutal al astillero Talleres Navales del Golfo (TNG) ubicado en el Puerto de Veracruz. Estos remolcadores por su característico propulsor se pretende utilizar para Maniobras de remolque en puerto y zonas costeras, servicios de remolque en alta mar, servicios contra incendios con bomba de agua-espuma, trabajos de lucha anti-polución con pulverización de dispersantes, trabajos de salvamento y trabajos de recogida de hidrocarburos.